# Ponte de La Plaine
A Ponte de La Plaine fica sobre o rio Ródano em Genebra, na Suíça. Liga Dardagny na margem direita com Avully na margem esquerda.
A ponte tira o nome de La Plaine, uma aldeia de Dardagny